# Philipp Ludwig (Pfalz-Neuburg)

Herzog Philipp Ludwig von Pfalz-Neuburg im Jahr 1577

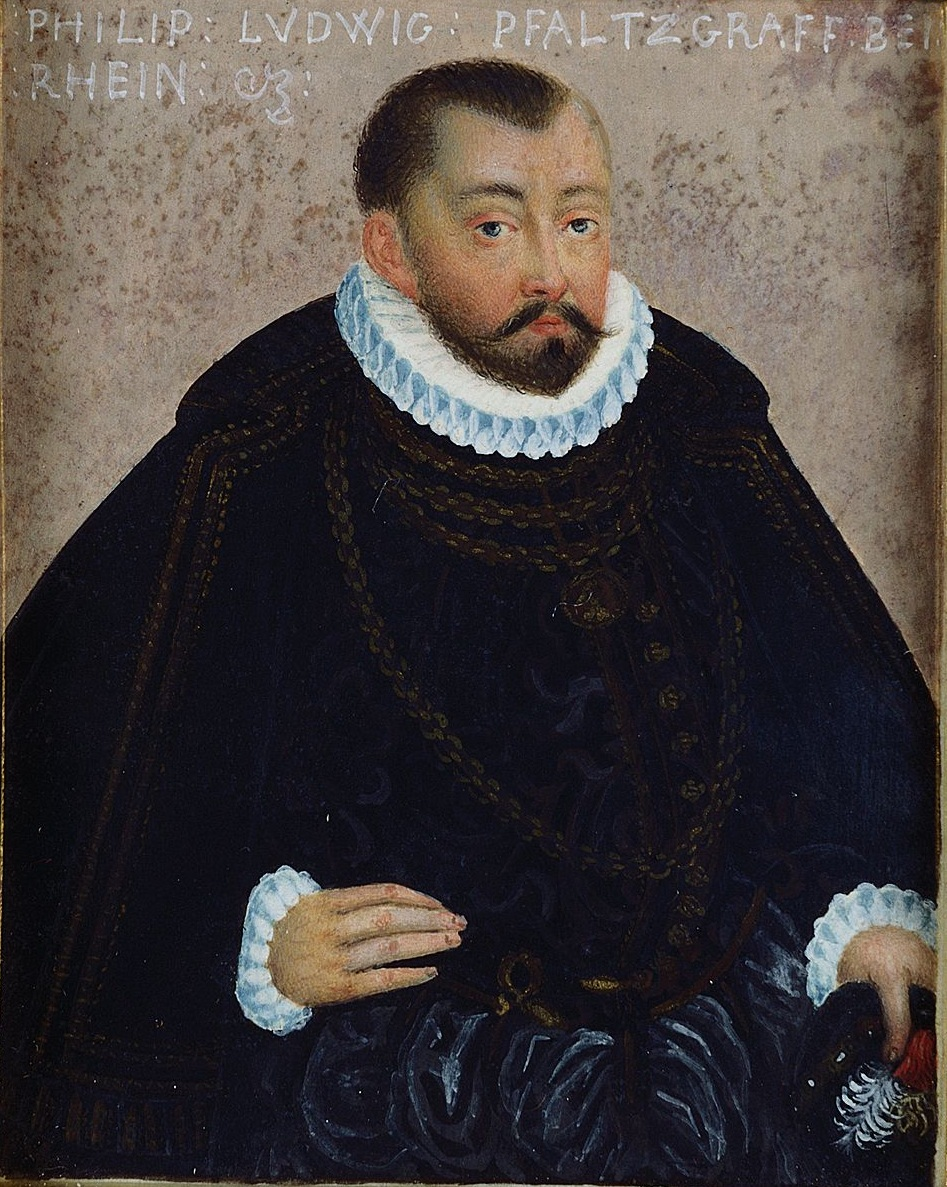
Philipp Ludwig von Pfalz-Neuburg um 1595

Philipp Ludwig von Pfalz-Neuburg (* 2. Oktober 1547 in Zweibrücken; † 22. August 1614 in Neuburg an der Donau) war Pfalzgraf und Herzog von Pfalz-Neuburg aus dem Haus der Wittelsbacher. Durch seine Heirat gewann der Neuburger Herzog den Anspruch auf die Herzogtümer Jülich und Berg am Niederrhein.

## Leben
Philipp Ludwig war der Sohn von Herzog Wolfgang von Pfalz-Zweibrücken und Pfalz-Neuburg und dessen Gemahlin, der Prinzessin Anna von Hessen.
Philipp Ludwig erhielt nach dem Tod seines Vaters 1569 das Fürstentum Pfalz-Neuburg, während sein Bruder Johann I. Pfalz-Zweibrücken bekam. Mit seiner Heirat mit Anna, der Tochter von Herzog Wilhelm V. von Jülich-Kleve-Berg, begründete er seine Ansprüche auf die Erbfolge im Jülich-Klevischen Erbfolgestreit. Er unterzeichnete die Konkordienformel von 1577 und das Konkordienbuch von 1580 in eigenem Namen und als Mitvormund für die Markgrafen Ernst Friedrich (1560–1604) und Jakob III. (1562–1590) von Baden.

Schloss Neuburg an der Donau (1546)

Durch rasches und geschicktes Vorgehen gelang es Philipp Ludwig und dem Kurfürsten Johann Sigismund von Brandenburg, sich gegen die Erbansprüche der anderen durchzusetzen. Zur offiziellen Übernahme von Jülich, Berg und Ravenstein durch Pfalz-Neuburg kam es jedoch erst 1614 durch Philipp Ludwigs Sohn Wolfgang Wilhelm, der kurz zuvor zum Katholizismus übergetreten war und Magdalene, die Schwester von Herzog Maximilian I. von Bayern, geheiratet und sich dadurch die Unterstützung der katholischen Liga gesichert hatte.
Zutiefst bestürzt zeigte sich der protestantische Philipp Ludwig über die Konversion seines ältesten Sohnes Wolfgang Wilhelm zum Katholizismus. Vor seinem Tod wollte er vermutlich noch den Nachfolger enterben und berief deswegen den Landtag für den 28. August 1614 ein. Philipp Ludwig starb jedoch am 22. August. Die Trauerfeier für ihn fand am 19. September 1614 in Neuburg und das Begräbnis am 22. September 1614 in der Kirche St. Martin in Lauingen/Donau statt. Wolfgang Wilhelm nahm daran nicht teil.
Sowohl die Linie Pfalz-Neuburg als auch Pfalz-Sulzbach stammen von Philipp Ludwig ab. Pfalz-Neuburg regierte die Kurpfalz ab 1685, Pfalz-Sulzbach ab 1742 bis 1799. Im Jahre 1777 erbte Pfalz-Sulzbach auch das Kurfürstentum Bayern.

## Ehefrau Anna
Die Ehefrau Philipps Anna von Jülich-Kleve-Berg wurde am 10. März 1552 in Kleve geboren. Anna wurde in der Phase erzogen, als ihr Vater Wilhelm V. lutherisch war. Die Trauung fand am 27. September 1574 in Neuburg statt. Als Wittum behielt sie Höchstädt und Liezheim, was auch Wolfgang Wilhelm im Vertrag vom 5. Mai 1615 der Mutter garantierte. Noch 1601 ließ sie das Gewölbe der Schlosskapelle im Stil der protestantischen Renaissance ausmalen. Die Ämter Höchstädt und Liezheim blieben über ihren Tod am 16. Oktober 1632 in Höchstädt hinaus, bis zum Ende der schwedischen Besatzung am 6. September 1634 lutherisch. Beigesetzt wurde sie an der Seite ihres Gatten in der Kirche St. Martin in Lauingen.

## Nachkommen
- Anna Maria (1575–1643) ⚭ 1591 Herzog Friedrich Wilhelm I. von Sachsen-Weimar (1562–1602)
- Dorothea Sabine (* 13. Oktober 1576; † 12. Dezember 1598)
- Wolfgang Wilhelm (1578–1653), Pfalzgraf und Herzog von Pfalz-Neuburg

1. ⚭ 1613 Magdalene von Bayern (1587–1628)
2. ⚭ 1631 Katharina Charlotte von Pfalz-Zweibrücken (1615–1651)
3. ⚭ 1651 Maria Franziska zu Fürstenberg (1633–1702)

- Otto Heinrich (* 29. Oktober 1580; † 2. März 1581)
- August (1582–1632), Pfalzgraf und Herzog von Pfalz-Sulzbach ⚭ 1620 Prinzessin Hedwig von Schleswig-Holstein-Gottorf (1603–1657)
- Amalia Hedwig (* 24. Dezember 1584; † 15. August 1607)
- Johann Friedrich (1587–1644), Pfalzgraf und Herzog von Pfalz-Hilpoltstein ⚭ 1624 Prinzessin Sophie Agnes von Hessen-Darmstadt (1604–1664), Tochter von Ludwig V.
- Sophie Barbara (* 3. April 1590; † 21. Dezember 1591)